# Weathering with You
Weathering with You (japanska: 天気の子, Tenki no ko; 'Väderbarnet') är en japansk animerad långfilm från 2019, skriven och regisserad av Makoto Shinkai. Den följer upp Shinkais föregående långfilm, Your Name från 2016, och har i likhet med denna blivit en stor publikframgång.

## Handling
Filmen utspelas under en exceptionellt regnig period och berättar historien om en manlig gymnasiestudent som flyr iväg från studierna och till Tokyo. I den stora staden träffar han en föräldralös flicka som har förmågan att förändra vädret.

## Produktion och mottagande
Filmen producerades av Comix Wave Films, Genki Kawamura och Story Inc., och musiken komponerades av Radwimps.

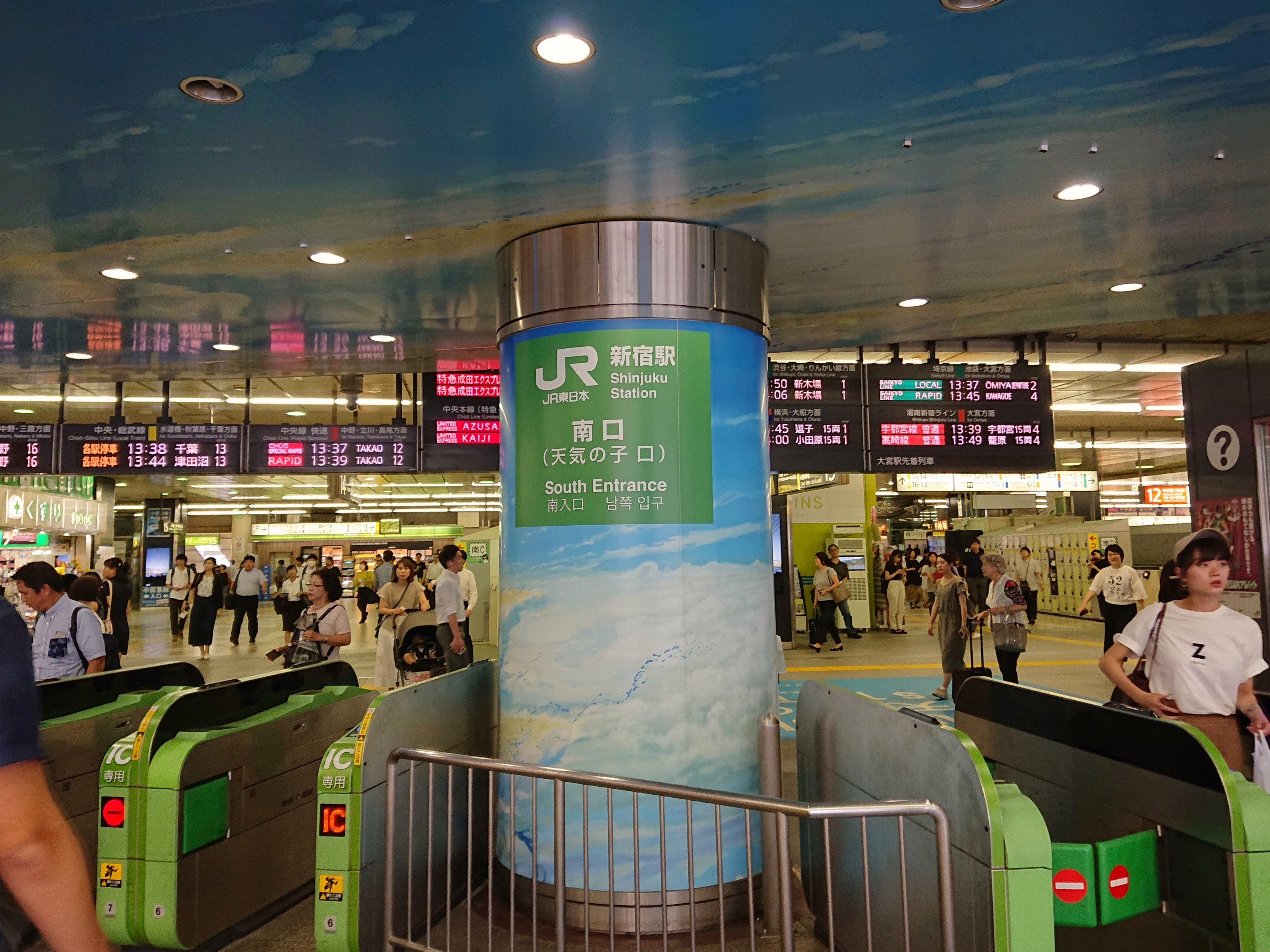
Under sommaren 2019 syntes många reklamtavlor för Shinkais nya film i bland annat Tokyo.

Weathering with You hade japansk biopremiär den 19 juli 2019. Dagen före publicerades Shinkais egen bok efter filmen. En mangabearbetning av historien, illustrerad av Watari Kubota, följetongspublicerades i Kōdanshas Gekkan Afternoon med början den 25 juli samma år. Weathering with You blev den mest inkomstbringande filmen på japanska biografer under 2019, och den valdes senare ut till Japans bidrag i kampen om Oscar för bästa icke-engelska film på Oscarsgalan 2020.
Den japanska titeln Tenki no ko betyder 'Väderbarnet'. Internationellt lanseras filmen dock i många länder under den engelskspråkiga och flertydiga titeln Weathering with You. Detta inkluderar i Sverige, där filmen hade officiell biopremiär 21 februari 2020 efter att ha visats på Göteborgs filmfestival månaden innan.